# Centre Català
|  | Aquest article tracta sobre l'entitat catalanista fundada el 1882. Si cerqueu el partit polític creat el 1976, vegeu «Centre Català (1976-1978)». |

El Centre Català va ser una entitat catalanista fundada a Barcelona el 1882 per defensar els interessos morals i materials de Catalunya, i per aconseguir la unió de tots els catalans.
L'acte inaugural tingué lloc al Teatre Romea de Barcelona el 17 de juny de 1882. En fou elegit president Frederic Soler, i secretari, Valentí Almirall, que en fou l'ànima i el dirigent principal. També en fou fundador en Manuel de Lasarte i Rodríguez-Cardoso. El seu lema fou Catalunya i avant! i es proposava ser una plataforma unitària i ampla per a unir tots els catalanistes tant carlins com federalistes. Valentí Almirall procurà l'abandonament de l'actitud política inicial i aconseguí que el Centre Català organitzés el Segon Congrés Catalanista (1883), on fou condemnada la intervenció dels catalans en els partits controlats pels cacics polítics madrilenys. Aquesta actuació política culminà amb la presentació del Memorial de Greuges al rei Alfons XII el 1885. L'abril del 1883 va presentar un programa de set punts:
- Reconeixement del català com a llengua oficial espanyola.
- Manteniment i reforma del dret civil català.
- Establiment d'un Tribunal Suprem Català.
- Establiment d'una administració catalana.
- Foment del proteccionisme econòmic.
- Potenciació del caràcter mercantil de Catalunya.

El 19 de gener de 1884 es va constituir en partit polític, proposant fomentar l'associacionisme comarcal catalanista i vertebrar un ampli front reivindicatiu català que intentà presentar-se a eleccions el 1886. El 1885 hi ingressaren els conservadors carlins Eusebi Güell i Bacigalupi i Ferran Alsina, procedents del Centre Escolar Catalanista, cosa que afebliria el lideratge d'Almirall.
La unió de grups polítics i socials tan heterogenis no es pogué mantenir gaire temps. A les eleccions del consell directiu del Centre Català de juny del 1887 Almirall vencé Ferran Alsina, que tenia el suport del Centre Escolar Catalanista. El sistema de majories i minories entre conservadors i liberals segons el lloc de l'agrupació era poc realista i provocà les protestes del Centre de Sabadell, i s'acusà als conservadors de separatistes. El 19 d'agost el Consell General de Barcelona dissolgué la sucursal de Sabadell i adverteix la del Masnou amb fer el mateix. Això i l'oposició d'Almirall a l'Exposició Universal de Barcelona de 1888, que els conservadors creien que podia ser una bona plataforma, provoca que L'Arc de Sant Martí i La Renaixença abandonin el grup. Alhora, les sucursals dissidents es dissolgueren i es refundaren com a centres independents.
Els elements socialment més conservadors, com Joan Josep Permanyer, Àngel Guimerà o Lluís Domènech i Montaner, s'aplegaren per formar la Lliga de Catalunya el 1887.
La Dictadura de Primo de Rivera va tancar-lo la tardor de 1923.